# Tiết Đinh San
Tiết Đinh San [薛丁山] hay Tiết 
Đinh Sơn là một nhân vật hư cấu trong truyền thuyết và kinh kịch Trung Quốc hoặc trong một số 
vở tuồng của Việt Nam.

## Thân thế
Tiết Đinh San là con của Tiết Nhân Quý và Liễu Kim Huê anh em sinh đôi với Tiết Kim Liên. Sau khi Tiết Nhân Quý đã chinh Đông thành công thì về quê nhà gặp vợ trên đường về thấy 1 cậu bé đang ngủ thì bị yêu tinh ăn thịt Nhân Quý lấy cung tên ra bắn giải cứu cậu bé. Nhưng không may đã lỡ bắn nhầm cậu bé làm cậu bé rơi xuống vực. Nhân Quý tìm mãi không thấy cậu bé đành bỏ về gặp vợ trước rồi quay lại tìm sau.
Khi về tới nhà nghe Kim Huê kể mình có 2 đứa con 1 trai 1 gái là song sinh ông rất vui. Nhưng khi nghe con trai đã đi săn bắn trong rừng mãi chưa thấy về ông lo sợ hỏi con trai bao nhiêu tuổi mặc trang phục gì khi đi săn vợ ông kể chẳng khác gì cậu bé bị bắn trúng khi biết ông rất hối hận.

## Sự nghiệp hành quân
Sau khi bị rơi xuống vực Đinh San được Vương Ngao Lão Tổ cứu mạng và nhận làm đệ tử sau này đem phép tài cứu an Đại Đường. Vài năm sau Đại Đường bị Tây Liêu xâm lược khi đó Tiết Nhân Quý ra trận bị bại, lúc này Đinh San được thầy cho xuống núi giúp cha. Trên đường đi Đinh San gặp được Đậu Tiên Đồng và Đậu Nhất Hổ bị Tiên Đồng ép phải cưới mình, nếu chịu sẽ đem quân quy thuận Đường bang Tiết Đinh San đành đồng ý. Khi gặp được cha Nhân Quý rất vui mừng và Đinh San thay cha ra trận bị thương nên gặp được Trần Kim Định và nhờ nàng cứu sống nên đã được Nhân Quý đã hứa hôn cùng với Tiết Đinh San. Sau khi đã đuổi được quân Liêu về nước, thì Đinh San bị cha hỏi tội vì không hỏi ý đã vội kết hôn với Đậu Tiên Đồng nhưng có Trình Giảo Kim nói giúp nên được tha tội chết nhưng bị tống giam vào ngục vài ngày.
Vài Tháng sau có danh tướng tên Phàn Hồng của Tây Liêu ra trận quyết chiến cùng Nhân Quý. Phàn Hồng đã thua trận chạy về ải thì lúc này có Phàn Lê Huê vừa đi học đạo trên non cũng được sư phụ cho xuống núi và dặn rằng nàng có duyên tiền định với Tiết Đinh San. Khi nghe cha thua trận nàng tức tốc ra trận rửa nhục lúc này Nhân Quý bị đánh thua đã về thành bảo con trai là Đinh San ra trận. Khi thấy Đinh San Lê Huê đã động lòng tình nguyện đem quân đầu Đường quốc để tránh can qua. Đinh San đã bằng lòng. Về báo lại với Nhân Quý thì cha đã đồng ý cho Đinh San cưới Lê Huê. Ít lâu sau thì đám cưới của Đinh San và Lê Huê diễn ra trong đêm tân hôn khi Đinh San biết Lê Huê đã "sát phụ tru huynh" nên đã đuổi nàng đi khi Lê Huê đi thì Đinh San bị Nhân Quý tống giam vào ngục vì ko biết quý trong đạo phu thê.
Vài ngày sau thì có pháp sư tên gọi Dương Phàm là sư huynh của Lê Huê cũng là hôn phu của Lê Huê đến để khiêu chiến Đại Đường. Tiết Nhân Quý ra trận thì bị Dương Phàm dụ vào "Bạch Hổ Quan". Lúc này Trình Giảo Kim thấy Nhân Quý đi mãi không về liền sai Đinh San tìm cha lấy công chuộc tội. Còn về Nhân Quý do bị thất lạc mãi không tìm được đường ra nên đã thiếp đi trong rừng và nguyên thần của ông là bạch hổ xuất hiện. Đinh San đang tìm cha thì thấy hổ trắng đang trên đường cha mình nghĩ là hổ trắng ăn thịt cha liền rút tên bắn hổ trắng, lúc này Nhân quý gầm lên 1 tiếng rồi chết, Đinh San mới biết hổ trắng đó là cha mình. Sau khi về thành bị Đường Cao Tông trách phạt bắt Tiết Đinh San phải đi cầu Phàn Lê Huê để phá trận. Sau khi Đinh San đã cầu được Lê Huê thì Lê Huê đã lập trận đánh Dương Phàm phải bỏ chạy lúc này có Tiết Ứng Luông là con trai nuôi của Lê Huê đã 1 gươm giết chết Dương Phàm.

## Bị tru di
Mấy năm sau thì Tiết Đinh San được phong là Chinh Tây nguyên soái, Lê Huê được phong là Nhị Lộ Nguyên Nhung. Đã đánh thắng rất nhiều trận. Lê Huê sinh được 1 trai đặt tên Tiết Cương (Dương Phàm đầu thai báo thù Tiết gia). Một hôm do Liễu Kim Huê nhớ con là Tiết Kim liên cùng cùng chồng là Đậu Nhất Hổ đang trấn ải. Bà sai cháu nội là Tiết Cương đi đưa thơ. Nhưng do Tiết Cương ham uống rượu cùng cháu cố của Trình Giảo Kim là Trình Phi Hổ. Khi đã uống sai nên vào đại hội Hoa Đăng để phá không may giết chết thái tử làm cho hoàng thượng "kinh băng án giá". Sau khi hoàng thượng chết Võ Tắc Thiên lấy cớ nước không thể 1 ngày không có vua nên đã tự mình đăng cơ kế vị, sau đó mang họ Tiết "mãn môn tru lục". Những người bị chết dưới lưỡi đao của Võ Tắc Thiên có Liễu Kim Huê, Tiết Đinh San, Tiết Kim Liên,.. cùng 382 mạng người được chôn tại Thiết Khưu Phần. Riêng Lê Huê được sư phụ cứu để sau này giúp họ Tiết diệt Võ Tắc Thiên dựng lại nghiệp Đường còn Tiết Cương thì chạy thoát được cùng vợ là Kỷ Loan Anh 2 người có được 1 người con trai đặt tên là Tiết Quỳ và 1 đứa cháu còn sống là Tiết Giao....

## Phim ảnh và truyện
Truyện
-Tiết Nhơn Quý Chinh Đông
-Tiết Đinh San Chinh Tây
Phim ảnh
-Tiết Nhơn Quý chinh Đông (1985tvb)
-Tiết Đinh San chinh Tây (1986tvb)
-Tiết Cương phản Đường (1986tvb)
-Tiết Đinh San (2014)
-Tiết Cương Phản Đường (2016)